# Het Korfwater
Het Korfwater is een buurtschap in de gemeente Schagen, in de Nederlandse provincie Noord-Holland.
Het Korfwater is de oorspronkelijke bewoning in en langs de duinen tussen Petten en Sint Maartenszee. De bewoning in de duinen is vervangen door een villawijk in Petten, die ook de naam Het Korfwater draagt. De duinenrij wordt tegenwoordig geheel beschouwd als onderdeel van de plaats Petten. In het noordelijke deel staat de kernreactor van Petten. De bewoning aan de Westerduinweg wordt nog altijd aangeduid als buurtschap Het Korfwater.
De plaatsnaam verwijst naar het feit dat er vroeger vis en aal werd gevangen door middel van het uitzetten van korven. De naam duidt er op dat de korven nabij deze plaats in een groot aantal werden uitgezet. De plaatsnaam Het Korfwater duikt rond 1866 op als plaatsduiding.
Burgerbrug · Burgervlotbrug · Callantsoog · Dirkshorn · Eenigenburg · Groenveld · Groote Keeten · Krabbendam · Oudesluis · Petten · 't Rijpje · Schagen · Schagerbrug · Schoorldam (deels) · Sint Maarten · Sint Maartensbrug · Sint Maartensvlotbrug · Stroet · Tjallewal · Tolke (deels) · Tuitjenhorn · Valkkoog · Waarland · Warmenhuizen · 't Zand

Buurtschappen: Abbestede · Avendorp · Bliekenbos · 't Buurtje · De Banne · Burghorn · Cornelissenwerf · Dijkstaal · Grootven · Grotewal · Het Korfwater · De Hale · Hemkewerf · Huiskebuurt · Kalverdijk · Keinse · Keinsmerbrug · Kerkbuurt · Lagedijk · Leihoek · Mennonietenbuurt · Nes · Schagerwaard · Sint Maartenszee · Slootgaard · De Stolpen · Stolpervlotbrug · Vennik (deels) · 't Wad · De Weel (deels) · Woudmeer · Zijbelhuizen · Zijpersluis